# Märien
Märien ist ein Ortsteil von Zeulenroda-Triebes im Landkreis Greiz in Thüringen.

## Lage
Märien befindet sich an der südöstlichen Stadtgrenze an der Landesstraße 2346 von Zeulenroda nach Pöllwitz in einer von zahlreichen Teichen geprägten Umgebung.

## Geschichte
Der Ort Märien wurde erstmals 1511 erwähnt.  Der Ortsname wandelte sich 1626 in „Mergen“, 1750 in „auf dem Märjen“ und bezog sich auf einen nahegelegenen Teich, der mit „Meerchen“ (kleines Meer) verballhornt wurde. Um das Holz des Pöllwitzer Waldes über Flößgräben, die Triebes, die Weida und die Weiße Elster nach Gera zu transportieren war ein umfangreiches System von Dämmen, Wehren, Verteilergräben und Stauteichen erforderlich, damit die benötigten Wassermengen mehrmals im Jahr bereitgestellt werden konnten. Das über 300 Jahre genutzte Grabensystem wurde schon im beginnenden 19. Jahrhundert aufgegeben und verlandete, ein Teil der Teiche wurde abgelassen oder zur Fischzucht weiterverwendet.
Im Jahr 1718 wurde ganz in der Nähe der Gasthof eines Hans Kittelmann – „de Kettelschenk“ erwähnt. Um die Bedeutung des Ortsnamens zu deuten, wurde später eine in Verbindung mit der Jungfrau Maria stehende Sage in Umlauf gebracht.
1883 wurde die Bahnstrecke Werdau–Weida–Mehltheuer eröffnet, an der Zeulenroda einen separaten Gleisanschluss und den Unteren Bahnhof erhielt. In der Folge wurde wohl auch die Ziegelei von Märien vergrößert und einige Fabriken an der nordöstlichen Stadtgrenze in Gleisnähe gebaut, die die Industrialisierung von Zeulenroda fortschreiten ließen.
Eine als „Obere Haardt“ bezeichnete Häusergruppe wurde seit 1919 nach Märien „eingemeindet“. 1527 bestand dort die „Steinmühle“ und ab 1627 wurde eine Ziegelei erwähnt. Die Obere Haardt lag an einem Weg, den ortskundige Salzfuhrleute als Abkürzung im Abschnitt Zeulenroda–Pöllwitz wählten, sie konnten so einige Wegzollstellen umfahren.
Am östlichen Ortsrand befinden sich auf dem Gelände einer ehemaligen Ziegelei der Tennisplatz und ein Schießplatz der Stadt Zeulenroda-Triebes. Östlich der Bahngleise befindet sich ein Campingplatz beim „Seeschlößchen“.